# Thermal design power

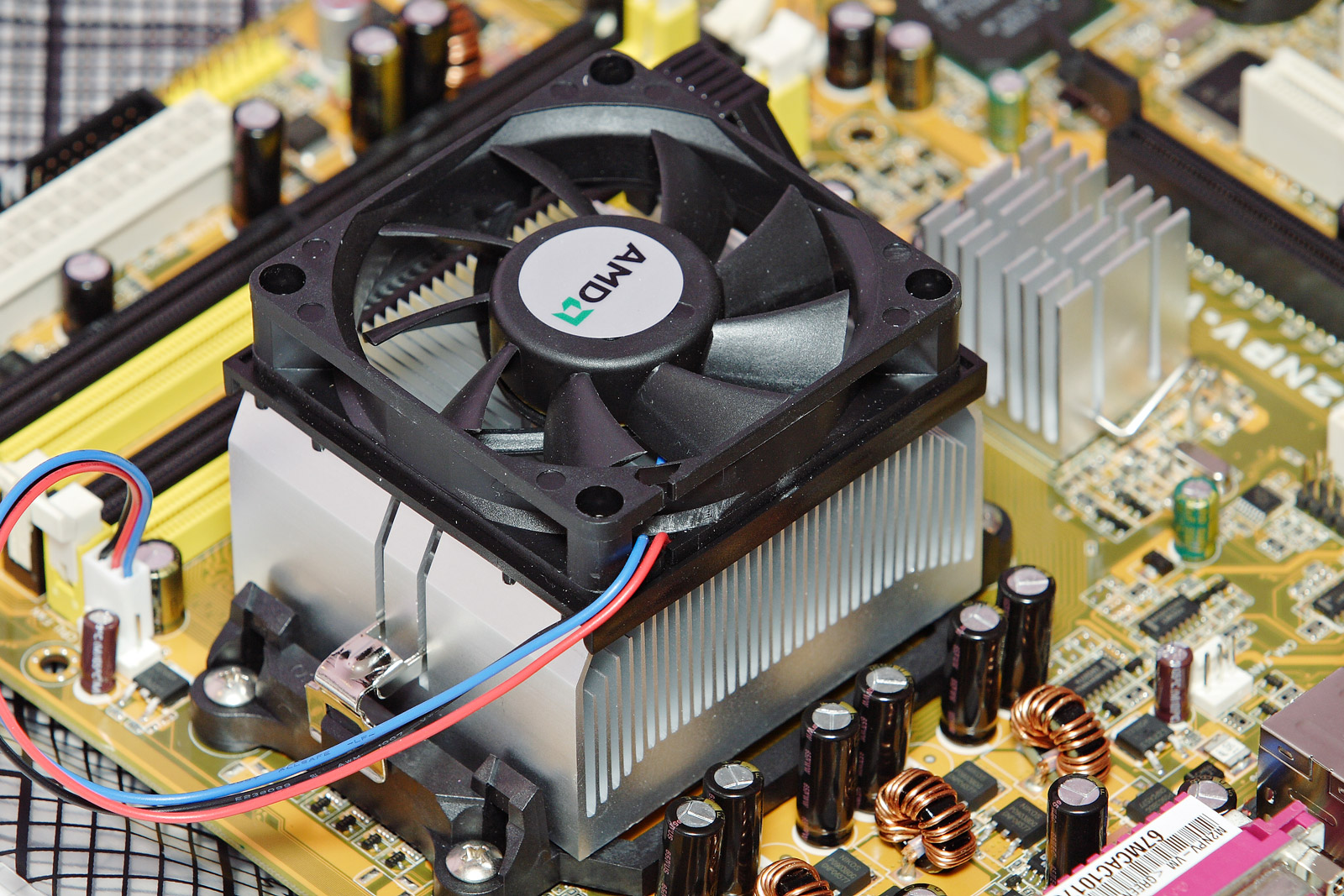
Dissipador de calor de la CPU amb ventilador connectat.

La potència de disseny tèrmic (TDP), de vegades anomenada punt de disseny tèrmic, és la quantitat màxima de calor generada per un xip o component d'ordinador (sovint una CPU, GPU o sistema en un xip) que el sistema de refrigeració d'un ordinador està dissenyat per dissipar sota qualsevol càrrega de treball.
Algunes fonts afirmen que la potència màxima d'un microprocessador sol ser 1,5 vegades la qualificació de TDP.
Intel ha introduït una nova mètrica anomenada potència de disseny d'escenaris (SDP) per a alguns processadors Ivy Bridge de la sèrie Y.

## Càlcul
| ACP en comparació amb TDP | ACP en comparació amb TDP |
| ACP                       | TDP                       |
| ------------------------- | ------------------------- |
| 40W                       | 60W                       |
| 55W                       | 79W                       |
| 75W                       | 115W                      |
| 105W                      | 137W                      |

La potència mitjana de la CPU (ACP) és el consum d'energia de les unitats centrals de processament, especialment els processadors de servidor, sota l'ús diari "mitjana" definit per Advanced Micro Devices (AMD) per al seu ús en la seva línia de processadors basats en la microarquitectura K10 (Opteron 8300) i processadors de la sèrie 2300). La potència de disseny tèrmic (TDP) d'Intel, utilitzada per als processadors Pentium i Core 2, mesura el consum d'energia amb una càrrega de treball elevada; és numèricament una mica més alt que la qualificació ACP "mitjana" del mateix processador.
Segons AMD, la qualificació ACP inclou el consum d'energia quan s'executen diversos benchmarks, inclosos TPC-C, SPECcpu2006, SPECjbb2005 i STREAM Benchmark (amplada de banda de memòria), que AMD va dir que és un mètode adequat de mesura del consum d'energia per a centres de dades i entorns de càrrega de treball intensives en servidors. AMD va dir que els valors ACP i TDP dels processadors s'indicaran i no es substituiran mútuament. Barcelona i els processadors de servidors posteriors tenen les dues xifres de potència.
Per exemple, el sistema de refrigeració de la CPU d'un ordinador portàtil pot estar dissenyat per a un TDP de 20W, el que significa que pot dissipar fins a 20W de calor sense superar la temperatura màxima d'unió per a la CPU de l'ordinador portàtil. Un sistema de refrigeració pot fer-ho mitjançant un mètode de refrigeració actiu (per exemple, conducció juntament amb convecció forçada), com un dissipador de calor amb un ventilador, o qualsevol dels dos mètodes de refrigeració passiva: radiació tèrmica o conducció. Normalment, s'utilitza una combinació d'aquests mètodes.